# 12 Heures de Sebring 1970
Navigation
Édition précédente Édition suivante
Les 12 Heures de Sebring 1970 sont la 20e édition de l'épreuve et la 2e manche du championnat du monde des voitures de sport 1970. Elles ont été remportées le 21 mars 1970 par la Ferrari no 21 de Ignazio Giunti, Nino Vaccarella et Mario Andretti. Première édition à se dérouler sans départ type Le Mans, cette édition est restée célèbre pour le duel Ferrari contre Porsche, les deux constructeurs terminant la course dans le même tour. Cette édition a vu de nombreux pilotes de renommée mondiale y participer, à l'instar de Pedro Rodriguez, Mario Andretti, Jo Siffert, François Cevert, Henri Pescarolo...

## Circuit

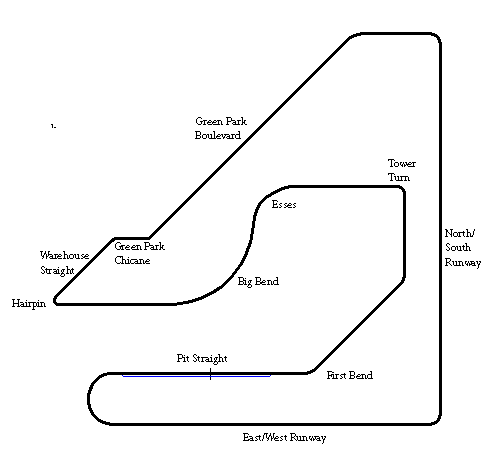
Le Sebring International Raceway, cadre des 12 Heures de Sebring 1970.

Les 12 Heures de Sebring 1970 se déroulent sur le Sebring International Raceway situé en Floride. Il est composé de deux longues lignes droites, séparées par des courbes rapides ainsi que quelques chicanes. Ce tracé a un grand passé historique car il est utilisé pour des courses automobiles depuis 1950. Ce circuit est célèbre car il a accueilli la Formule 1.

## Résultats
Voici le classement au terme de la course.
- Les vainqueurs de chaque catégorie sont signalés par un fond jauni.
- Pour la colonne Pneus, il faut passer le curseur au-dessus du modèle pour connaître le manufacturier de pneumatiques.

| Pos   | Cat     | n° | Équipe                           | Pilotes                                       | Châssis                  | Moteur                    | Tours |
| ----- | ------- | -- | -------------------------------- | --------------------------------------------- | ------------------------ | ------------------------- | ----- |
| 1     | S 5.0   | 21 | SpA Ferrari SEFAC                | Ignazio Giunti Nino Vaccarella Mario Andretti | Ferrari 512S             | Ferrari 5.0L V12          | 248   |
| 2     | P 3.0   | 48 | Solar Productions                | Steve McQueen Peter Revson                    | Porsche 908/2            | Porsche 3.0L Flat-8       | 248   |
| 3     | P 3.0   | 33 | Autodelta SpA                    | Toine Hezemans Masten Gregory                 | Alfa Romeo T33/3         | Alfa Romeo 3.0L V8        | 247   |
| 4     | S 5.0   | 15 | John Wyer Automotive Engineering | Pedro Rodriguez Leo Kinnunen Jo Siffert       | Porsche 917 K            | Porsche 4.5L Flat-12      | 244   |
| 5     | P 3.0   | 34 | Equipe Matra-Simca               | Henri Pescarolo Johnny Servoz-Gavin           | Matra-Simca MS650        | Matra 3.0L V12            | 242   |
| 6     | P 3.0   | 22 | North American Racing Team       | Mike Parkes Chuck Parsons                     | Ferrari 312P Coupe       | Ferrari 3.0L V12          | 240   |
| 7     | P 3.0   | 46 | Martini International            | Gerhard Koch Gerard Larrousse Richard Attwood | Porsche 908/2            | Porsche 3.0L Flat-8       | 236   |
| 8     | P 3.0   | 31 | Autodelta SpA                    | Piers Courage Andrea de Adamich               | Alfa Romeo T33/3         | Alfa Romeo 3.0L V8        | 231   |
| 9     | P 3.0   | 32 | Autodelta SpA                    | Rolf Stommelen Nanni Galli                    | Alfa Romeo T33/3         | Alfa Romeo 3.0L V8        | 230   |
| 10    | GT +5.0 | 1  | Troy Promotions, Inc.            | Tony DeLorenzo Dick Lang                      | Chevrolet Corvette       | Chevrolet 7.0L V8         | 219   |
| 11    | GT +5.0 | 3  | Bob Johnson                      | Bob Johnson Robert R. Johnson Jim Greendyke   | Chevrolet Corvette       | Chevrolet 7.0L V8         | 214   |
| 12    | P 3.0   | 35 | Equipe Matra-Simca               | Dan Gurney François Cevert                    | Matra-Simca MS650        | Matra 3.0L V12            | 213   |
| 13    | GT 2.0  | 53 | Brumos Porsche-Audi              | Peter Gregg Pete Harrison                     | Porsche 911T             | Porsche 2.0L Flat-6       | 205   |
| 14    | T 5.0   | 40 | Takondo Racing                   | Vince Gimondo Chuck Dietrich                  | Chevrolet Camaro         | Chevrolet 5.0L V8         | 203   |
| 15    | GT 2.0  | 52 | Jacques Duval                    | Jacques Duval Bob Bailey George Nicolas       | Porsche 911T             | Porsche 2.0L Flat-6       | 201   |
| 16    | T 5.0   | 39 | Bob Mitchell                     | Bob Mitchell Charlie Kemp                     | Chevrolet Camaro         | Chevrolet 5.0L V8         | 191   |
| 17    | GT +5.0 | 9  | Mamie Reynolds Gregory           | Bob Grossman Don Yenko                        | Chevrolet Camaro         | Chevrolet 7.0L V8         | 189   |
| 18    | T 5.0   | 95 | Bruce Behrens Racing             | John Tremblay Bill McDill                     | Chevrolet Camaro         | Chevrolet 5.0L V8         | 187   |
| 19    | P 2.0   | 73 | Ring Free Oil Racing             | Janet Guthrie Rosemary Smith Judy Kondratiff  | Austin-Healey Sprite     | BMC 1.3L I4               | 187   |
| 20    | GT +5.0 | 2  | Troy-Promotions, Inc.            | Jerry Thompson John Mahler                    | Chevrolet Corvette       | Chevrolet 7.0L V8         | 187   |
| 21    | T 5.0   | 91 | Flem-Car Enterprises             | Jim Corwin Donna Mae Mims                     | Chevrolet Camaro         | Chevrolet 5.0L V8         | 184   |
| 22    | T 5.0   | 92 | Preston Hood                     | John Elliott Don Gwynne, Jr.                  | Chevrolet Camaro         | Chevrolet 5.0L V8         | 182   |
| 23    | T 2.0   | 50 | Nationwide Food Brokers          | Mike Rahal Hugh Wise Werner Frank             | Porsche 906              | Porsche 1.9L Flat-6       | 181   |
| 24    | T 5.0   | 37 | Collins-Wilson Racing            | Vincent P. Collins Larry Wilson               | Ford Mustang             | Ford 4.7L V8              | 175   |
| 25    | GT 2.0  | 57 | Waldron Motors                   | John Belpreche Jim Gammon Ray Mummery         | MGB                      | BMC 1.8L I4               | 175   |
| 26    | GT 2.0  | 58 | Waldron Motors                   | Ben Scott Dave Houser Lowell Lanier           | MGB                      | BMC 1.8L I4               | 169   |
| 27    | T 5.0   | 18 | Paul Pettey                      | Paul Pettey Roy Hallquist                     | Ford Mustang             | Ford 4.7L V8              | 162   |
| 28    | T 2.0   | 80 | Texas Speed Museum               | Rod Kennedy Mike Tillson Robert Samm          | Lancia Fulvia HF         | Lancia 1.3L V4            | 157   |
| 29 NC | P 2.0   | 54 | Automobiles of Italy             | Anatoly Artunoff Bill Pryor                   | Abarth 2000SP            | Abarth 2.0L I4            | 166   |
| 30 NC | S 3.0   | 51 | Porsche-Audi                     | Stephen Behr Merv Rosen                       | Porsche 906              | Porsche 1.9L Flat-6       | 158   |
| 31 NC | S 3.0   | 63 | Carlos Fabre                     | Carlos Fabre Pepe Aguilar                     | Chevron B8               | BMW 1.9L I4               |       |
| 32 NC | S 5.0   | 26 | Randy's Auto Body Shop           | Bobby Brown Gregg Young Robin Ormes           | Lola T70 Mk.3B           | Chevrolet 5.0L V8         | 114   |
| 33 NC | T 2.0   | 84 | HCAS                             | Walter Brown Joe Marcus Jim R. Sandman        | BMW 2002                 | BMW 2.0L I4               | 105   |
| Abd   | P 3.0   | 47 | Racing Team AAW                  | Hans Laine Gijs van Lennep                    | Porsche 908/2            | Porsche 3.0L Flat-8       | 229   |
| Abd   | S 5.0   | 19 | SpA Ferrari SEFAC                | Mario Andretti Arturo Merzario                | Ferrari 512S Spyder      | Ferrari 5.0L V12          | 227   |
| Abd   | S 5.0   | 14 | John Wyer Automotive Engineering | Jo Siffert Brian Redman Leo Kinnunen          | Porsche 917 K            | Porsche 4.5L Flat-12      | 211   |
| Abd   | GT +5.0 | 8  | Or Costanzo                      | Dave Heinz Or Costanzo                        | Chevrolet Corvette       | Chevrolet 7.0L V8         | 191   |
| Abd   | GT +5.0 | 4  | John Greenwood                   | John Greenwood Allan Barker                   | Chevrolet Corvette       | Chevrolet 7.0L V8         | 159   |
| Abd   | S 5.0   | 20 | SpA Ferrari SEFAC                | Jacky Ickx Peter Schetty                      | Ferrari 512S Spyder      | Ferrari 5.0L V12          | 151   |
| Abd   | GT 2.0  | 56 | British Leyland Motors, Inc.     | Jon Woodner Dan O'Connor                      | MG Midget                | BMC 1.3L I4               | 117   |
| Abd   | S 5.0   | 29 | Auto Enterprises                 | Ray Heppenstall Francis C. Grant              | Ford GT40 Mk I           | Ford 4.9L V8              | 117   |
| Abd   | S 5.0   | 24 | North American Racing Team       | Sam Posey Ronnie Bucknum Bert Everett         | Ferrari 512S Spyder      | Ferrari 5.0L V12          | 92    |
| Abd   | GT 2.0  | 55 | British Leyland Motors, Inc.     | Merle Brennan Logan Brennan                   | MG Midget                | BMC 1.3L I4               | 84    |
| Abd   | GT +2.0 | 82 | General Plastics                 | Robert Clark Wayne Marsula                    | Lancia Fulvia HF         | Lancia 2.0L V4            | 78    |
| Abd   | GT 2.0  | 77 | Jennings/Keyser                  | Bruce Jennings Bob Tullius                    | Porsche 911T             | Porsche 2.0L Flat-6       | 78    |
| Abd   | GT 2.0  | 69 | Harry Theodoracopoulos           | Paul Spruell Wilbur Pickett                   | Alfa Romeo Giulia Spider | Alfa Romeo 1.75L I4       | 75    |
| Abd   | P 2.0   | 16 | Ring Free Oil Racing             | Jim Baker Clive Baker                         | Chevron B16              | Ford-Cosworth FVC 1.8L I4 | 70    |
| Abd   | S 5.0   | 16 | Porsche Audi United States       | Vic Elford Kurt Ahrens, Jr.                   | Porsche 917 K            | Porsche 4.5L Flat-12      | 61    |
| Abd   | P 3.0   | 23 | North American Racing Team       | Tony Adamowicz Luigi Chinetti, Jr.            | Ferrari 312P Coupe       | Ferrari 3.0L V12          | 56    |
| Abd   | P 2.0   | 67 | Sports Motors                    | Jim Bandy Fred Stevenson                      | Lotus Europa             | Ford 1.6L I4              | 48    |
| Abd   | T +2.0  | 38 | Dave McClain                     | Don Kearney Joie Chitwood                     | Chevrolet Camaro         | Chevrolet 5.0L V8         | 47    |
| Abd   | T +2.0  | 41 | Laurel Racing                    | Larry Brock Larry Dent                        | Chevrolet Camaro         | Chevrolet 5.0L V8         | 40    |
| Abd   | P 2.0   | 62 | Chevron Cars Ltd                 | Brian Robinson Hugh Kleinpeter                | Chevron B16              | Ford-Cosworth FVC 1.8L I4 | 38    |
| Abd   | GT 2.0  | 74 | Ralph Meaney                     | Ralph Meaney Bill Bean                        | Porsche 911S             | Porsche 2.0L Flat-6       | 36    |
| Abd   | GT +5.0 | 5  | William A. Schumacher            | Bill Schumacher Bill Petree                   | Chevrolet Corvette       | Chevrolet 7.0L V8         | 34    |
| Abd   | S 5.0   | 17 | Porsche Audi United States       | Hans Herrmann Rudi Lins                       | Porsche 917 K            | Porsche 4.5L Flat-12      | 28    |
| Abd   | T 2.0   | 87 | Robert Whitaker                  | Robert Whitaker Harvey Eckoff Jack Slottag    | Volvo 122 S              | Volvo 1.8L I4             | 25    |
| Abd   | S 5.0   | 30 | Trevor Graham                    | Piers Forrester Andrew Hedges                 | Ford GT40 Mk I           | Ford 4.9L V8              | 22    |
| Abd   | S 3.0   | 49 | Sepp Greger                      | Sepp Greger Andreas Schmalbach                | Porsche 910              | Porsche 1.9L Flat-6       | 22    |
| Abd   | T 5.0   | 14 | Ray Cuomo Racing                 | Ray Cuomo Bernard Gimbel George Lissberg      | Ford Mustang             | Ford 4.7L V8              | 16    |
| Abd   | T 2.0   | 86 | Sandy's Spares                   | Ronald D. Polimeni Robert Theall              | Volvo 122 S              | Volvo 1.8L I4             | 8     |
| Abd   | GT +5.0 | 7  | Bruce Morehead Racing            | Bruce Morehead Milo Vega                      | AMC AMX                  | AMC 6.4L V8               | 8     |
| Abd   | GT 2.0  | 60 | Herrington Motors                | Robert Kilpatrick Don Goodrich                | MGB                      | BMC 1.8L I4               | 7     |
| Abd   | P 2.0   | 59 | Waldron Motors                   | Reggie Smith, Jr. Dean Donley Omar Buttari    | MG Midget                | BMC 1.8L I4               | 2     |
| Abd   | T 2.0   | 79 | Del Russo Taylor                 | Del Russo Taylor Buzz Dyer Hank Sheldon       | Alfa Romeo GTV 1750      | Alfa Romeo 1.75L I4       | 2     |
| Abd   | S 5.0   | 27 | Grand Bahama Racing Team         | Mike De Udy Mike Hailwood                     | Lola T70 Mk.3B           | Chevrolet 5.0L V8         | 1     |
| Dsq   | T 2.0   | 88 | Simone Fleming                   | Paul Fleming Amos Johnson Bill Bowers         | Fiat 124                 | Fiat 1.4L I4              | 49    |
| Dsq   | P 3.0   | 45 | Martini International            | Richard Attwood Gerard Larrousse              | Porsche 908/2            | Porsche 3.0L Flat-8       | 31    |

- Meilleur tour en course: Jo Siffert, 2 min 32 s 77